# موردوفيون

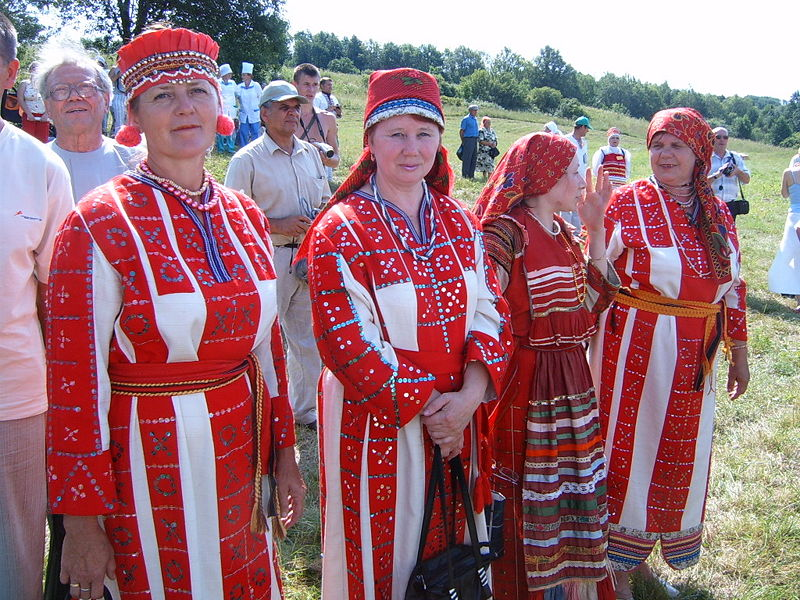
نساء ارزيا من بانزا أوبلاست ترتدي أزياء تقليدية. بانزا أوبلاست.

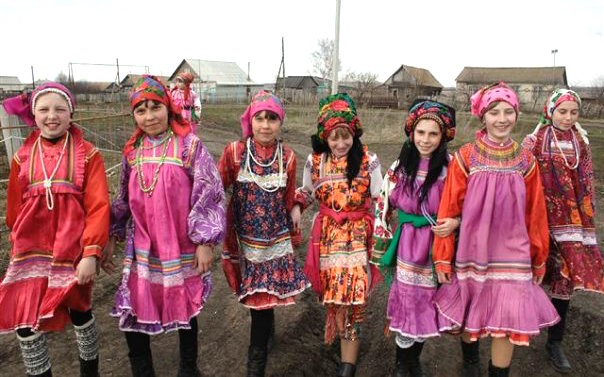
الفتيات الموكشا في الأزياء التقليدية

الموردفيون شعب يتحدث اللغات الموردفينية من عائلة اللغات الأورالية، يعيش هؤالاء بشكل رئيسي في جمهورية موردوفيا وأجزاء أخرى من منطقة وسط نهر الفولجا في روسيا.
يشكل الموردفيون واحدًا من أكثر الشعوب الأصلية عددًا في روسيا. يعرّفون أنفسهم على أنهم مجموعات عرقية منفصلة هي:
- ارزيا
- موكشا
- تريوخان
- تنغوشيف الموردوفيين الذين أصبحو روسًا أو اتراك بالكامل في خلال القرن التاسع عشر إلى القرن العشرين

أقل من ثلث الموردفيون يعيشون في جمهورية موردوفيا التي تتمتع بالحكم الذاتي، اما البقية فمنتشرون في الأقاليم الروسية سامارا وبينزا وأورنبرغ ونيجني نوفغورود، بينما يعيش الآخرون في تتارستان وتشوفاشيا وباشكورتوستان وآسيا الوسطى وسيبيريا والشرق الأقصى الروسي وكازاخستان وأذربيجان وأرمينيا والولايات المتحدة الأمريكية.
الإرزيا المردفيون الذين يتحدثون لغة الإرزيا، والموشكا الموردفيون الذين يتحدثون لغة الموشكا، هما المجموعتان الرئيسيتان من الموردفيين. يعيش الكاراتاي الموردفيون في منطقة كاما تاماغي في تتارستان ويتحدثون لغة التتار، حتى وإن كان ذلك مع وجود نسبة كبيرة من مفردات موردفية. تحول Teryukhan ، الذين يعيشون في نيجني نوفغورود أوبلاست في روسيا، إلى استخدام اللغة الروسية في القرن التاسع عشر. يعترف التريوخان بمصطلح موردفا على أنه يتعلق بأنفسهم ، في حين أن القرطاي يسمون أنفسهم أيضًا Muksha. يعيش Tengushev Mordvins في جنوب موردوفيا ويشكلون مجموعة انتقالية [بحاجة لمصدر] بين موكشا وإرزيا.
ويسمى أيضًا الإرزيان الغربيون [من قبل من؟] Shoksha (أو Shoksho). هم معزولون عن الجزء الأكبر من الإرزيين، وقد أثرت لهجات موكشان على لهجتهم / لغتهم.